# 인도 중등 교육 인증서
인도 중등교육인증서(Indian Certificate of Secondary Education, ICSE)는 인도의 학교 교육 사설 기관인 인도 학교 학위수료 시험 위원회에서 실시하는 시험이다. 그것은 신교육정책 1986(인도)의 권고에 따라 영어 매체를 통해 일반교육 과정에서 시험을 제공하도록 설계되었다. 이것은 1986년 이전에 프랑스 시험 이원회에 소속되었으며 CBSE와 함께 인도와 전 세계에서 가장 평판이 좋은 위원회 중 하나이다. 이 시험은 정부가 해당 주나 지역에 소속된 학교들에 책임을 가진다는 대표성을 보장한다. ICSE의 CEO의 Gerry Arathoon은 통과하지 못했다는 말은 없을 것이라며, 특정 수준 이후 학생들의 학습 진도에 대한 아이디어를 얻기 위한 주기적인 평가가 될 것이라고 될 붙였다.

## 과목
- 그룹1- 영어, 제2외국어, 역사, S.U.P.W
- 그룹2- 수학, 과학, 상업, 경제
- 그룹3- 컴퓨터, 기술, 희곡, 에술, 춤, 요가, 힌두 음악, 카르나틱 음악, 악기, 실용경제, 실용 상업, 미디어와 통신, 현대 외국어